# Znak ironii
Znak ironii – proponowany, obecnie praktycznie nieużywany znak pisarski (symbol) umieszczany na końcu zdania. Zdanie z umieszczonym na końcu znakiem ironii powinno się rozumieć w sposób ironiczny.

## Historia
W 1668 roku Brytyjczyk John Wilkins w manifeście „An Essay towards a Real Character and a Philosophical Language” zaproponował użycie odwróconego wykrzyknika (¡) jako znaku ironii. Kolejną próbę stworzenia znaku ironii podjął w 1841 roku Belg Marcelin Jobard. Zaproponował on użycie ideogramu przypominającego choinkę odwróconą do góry nogami. W 1899 francuski poeta Alcanter de Brahm (znany także jako Marcel Bernhardt) zaproponował użycie point d’ironie, który z czasem wyewoluował w lustrzane odbicia znaku zapytania (⸮), znak ten służył do oznaczenia ironii i sarkazmu. W 1966 roku Francuz Hervé Bazin użył greckiej litery psi z kropką na spodzie do zaznaczenia sarkazmu. W marcu 2007 roku fundacja Stichting Collectieve Propaganda van het Nederlandse Boek wprowadziła znak ironii w formie przetrąconego wykrzyknika (ironieteken). Motywowane jest to częstym używaniem w języku niderlandzkim wykrzyknika w nawiasach do określania ironii (!). W 2010 roku powstał SarcMark przypominający odwróconą szóstkę z kropką w środku. Graficzne wskaźniki ironii, z jednej strony, zapobiegają pomyłkom w rozpoznawaniu ironii, lecz z drugiej, czynią ironię mniej subtelną, pozbawiają odbiorcę satysfakcji z samodzielnego odczytania ironicznej treści.

## Zastosowanie
Znak ironii jest używany sporadycznie, najczęściej w publikacjach literackich lub artystycznych (bardziej ze względu na jego oryginalność, niż rzeczywistą wartość jako znaku pisarskiego). Znalazł się między innymi w kilku wydaniach francuskiej gazety satyrycznej Le Canard enchaîné.

## Galeria

Lustrzane odbicie pytajnika (ewolucja znaku zaproponowanego przez Alcantera de Brahma)
Znak zaproponowany przez Alcantera de Brahma
Litera psi z kropką na spodzie (Hervé Bazin)
Ironieteken (Stichting Collectieve Propaganda van het Nederlandse Boek)